# Arnold Tovornik
Arnold Tovornik, slovenski gledališki in filmski igralec, * 13. marec 1916, Selnica ob Dravi, † 4. junij 1976, Maribor.

## Življenje
Arnold  Tovornik, mlajši brat igralca Franja Tovornika (1907—1934), se je rodil v Selnici ob Dravi očetu Martinu in materi Mariji (rojena Dobravec). Tukaj je končal 5 razredov osnovne šole, nato pa se je vpisal v gimnazijo. Po gimnaziji se je vpisal v vojaško intendantsko akademijo v Beogradu. Do začetka druge svetovne vojne je služboval kot intendantski podporočnik v Mariboru. V aprilski vojni je bil zajet in interniran. Iz vojnega ujetništva je bil kasneje izpuščen kot nemški državljan, nato pa je moral vstopiti v Wehrmacht, kjer je do konca vojne delal kot intendant v mariborski vojni bolnici. Po vojni je dve leti delal še v jugoslovanski vojski in za kratek čas v Okrajnem ljudskem odboru Maribor. Od leta 1947 je bil član Slovenskega narodnega gledališča v Mariboru.

## Igralska kariera
Vso svojo igralsko kariero (razen enega leta v gledališki sezoni 1948/49, ko je na povabilo režiserja Lojzeta Štandekerja, direktorja tamkajšnje Drame, odšel v gledališče v Banjaluko) je bil stalni član drame SNG Maribor in vrsto let njen prvak. V svojem delovanju je ustvaril veliko število zahtevnih značajskih vlog, tako v klasičnem in sodobnem repertoarju, kot tudi v ljudskih igrah. Pomemben je tudi njegov prispevek pri oblikovanju vlog iz domačega repertoarja. Posebej je bil poznan kot odličen komik,  a je bil enako uspešen tudi kot ustvarjalec zahtevnih dram.
V gledališču je sprva začel je z manjšimi, predvsem komičnimi vlogami, nato pa je oblikoval vedno zahtevnejše do prvaka mariborske drame. V svojih vlogah je bil je zastaven silak, priljuden in humoren, igral pa je tudi nežne, krhke in tragične osebnosti; v vlogi kmečkega premetenca je bil enako uspešen kot v vlogi znanstvenika.
Med njegove najprepoznavnejše dramske vloge med drugim štejemo lik Balantača (C. Golar, Vdova Rošlinka), Kantorja (Cankar, Kralj na Betajnovi), Hermana (B. Kreft, Celjski grofje), Viteza Tobijo, Kalibana in Klobčiča v Shakespearovih igrah Kar hočete, Vihar in Sen kresne noči ter mnoge druge.
Prvič je nastopil v filmu Tri četrtine sonca leta 1959 in kasneje odigral veliko še število prepoznavnih vlog v slovenskih filmih.
Pomembno je tudi njegovo delo na mariborskem feljtonu Radia Maribor, kjer je ustvaril lik v selniškem narečju govorečega Purgatovega Štefa, s katerim je pogosto tudi nastopal po celi Sloveniji.
Arnold Tovornik velja za enega izmed najboljših slovenskih igralcev ter osrednjega in najpomembnejšega igralca drame SNG Maribor v vsej njeni zgodovini.

## Nagrade
Za svoje delo je prejel leta 1961 nagrado Društva dramskih umetnikov Slovenije, leta 1966 nagrado mesta Maribora za splošno kulturno-igralsko delo, leta 1968 nagrado Prešernovega sklada za vlogo Jura Krefla v Potrčevi drami Krefli v izvedbi SNG Maribor, leta 1970 nagrado Sterijinega pozorja, leta 1971 nagrado Borštnikovega srečanja, leta 1972 pa je prejel najbolj prestižna slovenska nagrada za igralske dosežke Borštnikov prstan z obrazložitvijo, da se se je "v zadnjih letih povzpel do osrednjega igralca mariborskega gledališča in med osrednje slovenske in jugoslovanske dramske umetnike ter da si "zasluži zaradi zvestobe mariborskemu gledalcu še posebno zahvalo.

## Filmografija
- Tri četrtine sonca, 1959
- Akcija, 1960
- Ples v dežju, 1961
- Tistega lepega dne, 1962
- Amandus, 1966
- Grajski biki, 1967
- Peta zaseda, 1968
- Rdeče klasje, 1970
- Dekameron (1970)
- Poslednja postaja, 1971
- Let mrtve ptice, 1973
- Idealist, 1979